# .gt
.gt je vrhovna internetska domena (country code top-level domain - ccTLD) za Gvatemalu. Domenom upravlja Universidad del Valle de Guatemala.

## Vanjske poveznice
- IANA .gt whois informacija  Arhivirana inačica izvorne stranice od 26. travnja 2006. (Wayback Machine)